# يوكيكو شيمازاكي
يوكيكو شيمازاكي (باليابانية: 島崎雪子؛ بالكانا: しまざき ゆきこ) هي ممثلة يابانية، ولدت في 25 فبراير 1931 في طوكيو في اليابان، وتوفيت في 2014.

## أعمال

### أفلام
- الساموراي السبعة[3][4]

## وصلات خارجية
- يوكيكو شيمازاكي على موقع IMDb (الإنجليزية)
- يوكيكو شيمازاكي على موقع روتن توميتوز (الإنجليزية)
- يوكيكو شيمازاكي على موقع ألو سيني (الفرنسية)
- يوكيكو شيمازاكي على موقع قاعدة بيانات الأفلام السويدية (السويدية)
- يوكيكو شيمازاكي على موقع قاعدة بيانات الفيلم (الإنجليزية)
- يوكيكو شيمازاكي على موقع كينوبويسك (الروسية)